# Anna Tarrés
Anna Tarrés i Campà (Barcelona, 19 de octubre de 1967) es una exnadadora y entrenadora de natación sincronizada y política española. Fue la seleccionadora y máxima responsable del equipo español de sincronizada entre 1997 y 2012. En 2015 dirigió al equipo ucraniano. Fue diputada autonómica en el Parlamento de Cataluña en la XII legislatura por la coalición electoral Junts per Catalunya.

## Trayectoria
En 1979 comenzó a practicar esta disciplina en el Club Kallipolis y seis meses después ya disputaba el Campeonato de España. Fue campeona de España varios años en Dúo y por Equipos en los años 80, participando en los Juegos Olímpicos de Los Ángeles 1984 y en el Campeonato Mundial de Natación de 1986. En 1988 se retiró, dispuesta a popularizar la natación sincronizada.

### Seleccionadora nacional
En 1994 entró a colaborar con la RFEN y en 1997 se puso al frente de la selección española de sincronizada. Bajo su dirección, como directora técnica y seleccionadora, se lograron cuatro medallas olímpicas y cincuenta y dos medallas en total entre las tres grandes competiciones (Juegos Olímpicos, Mundiales y Europeos), situando a España entre las potencias mundiales de esta disciplina.
Destitución
El 6 de septiembre de 2012, fue destituida del cargo de seleccionadora tras una llamada del presidente de la real federación española de natación, Fernando Carpena Pérez, tres meses antes del cese de su contrato. Desde entonces se han sucedido las polémicas sobre sus supuestas malas prácticas con las nadadoras en los entrenamientos a raíz de las declaraciones de quince exnadadoras entre las que destacan: Paola Tirados, Laura López Valle y Cristina Violán. Posteriormente, esas quince exnadadoras de la selección española de natación sincronizada publicaron una carta abierta bajo el título "Cuando se puede evitar un mal es necedad aceptarlo", en el que denunciaban las supuestas técnicas de entrenamiento antideportivas empleadas por Anna Tarrés. En la carta que esas nadadoras presentan dicen haber sufrido malos tratos por parte de Anna Tarrés, siendo humilladas con comentarios como "Fuera del agua gorda, vete al psicológico" o "No vengas a aquí a hacerte la estrecha si te has follado a todo lo que se mueve" o “No estés tan contenta que los méritos no son tuyos, solo has tenido suerte de llegar en este momento“, incluso “Esta medalla no te la mereces, no has hecho nada por conseguirla… Es para mi hija, que le hace mucha ilusión”, mientras le arrebataba la medalla a Paola Tirados al bajar del pódium, entre otras. La exseleccionadora del equipo español de natación sincronizada dijo ser falsas las acusaciones que esas quince exnadadoras lanzaron contra ella diciendo que solo las movía el rencor, ya que todas las nadadoras que firman la carta de una manera o de otra fracasaron en su carrera deportiva; y a su vez esta carta le valía al presidente de la federación española de natación como motivo para justificar un despido procedente, ya que como ella afirma nunca tuvo una buena relación con él.
Tarrés denunció a Carpena por despido improcedente y el juez lo condenó a indemnizar a la entrenadora con 383 300 euros.

### Proyectos posteriores a su destitución
Tras su destitución, coordinó las categorías inferiores de la disciplina de sincronizada del Club Natación Kallipolis de Barcelona. Tras el Campeonato Europeo de Natación Berlín 2014 el equipo francés de natación sincronizada fichó a Anna Tarrés como asesora en las rutinas de equipo, esta fue la encargada de montar las coreografías y preparar a las nadadoras del equipo francés para el mundial de Kazan 2015 y en noviembre de 2015 comenzó a trabajar como asesora artística en el equipo ucraniano de sincronizada para ayudar en la preparación del equipo y del dúo ucraniano para los Juegos Olímpicos de Río 2016. Tras los Juegos Olímpicos de Río 2016 se le encargó un proyecto con las gemelas chinas Tinting y Wenwen Jiang que consistía en prepararlas para el campeonato nacional chino de natación sincronizada para que estas volvieran a representar a su país internacionalmente después de cuatro años, proyecto que cumplió ya que estas gemelas volvieron a representar a China en un campeonato mundial (Budapest 2017) en el cual terminaron siendo subcampeonas del mundo.Desde febrero de 2023 es asesora técnica de la Selección China.

## Política
Se define a sí misma como "independentista, procatalana y nacionalista", y considera a Cataluña como "mi país". En las Elecciones al Parlamento de Cataluña de 2017 formó parte de la candidatura independentista de Junts per Catalunya que encabezó Carles Puigdemont en el número 14 de la Circunscripción electoral de Barcelona.

## Condecoraciones
| Distinción                                       | Año  |
| ------------------------------------------------ | ---- |
| Medalla de Oro - Real Orden del Mérito Deportivo | 2009 |